# Carlos José Escuder Oddone
Carlos José Escuder Oddone  (Montevideo, 27 de agosto de 1901 - Montevideo, 1 de octubre de 1945) fue un médico  uruguayo.

## Biografía
Fue miembro del Supremo Consejo de la Masonería del Uruguay (Grado 33), presidente de la Logia Masónica Caridad y presidente y Gran Maestre de la Logia Masónica n.º 1.[cita requerida]
Carlos Escuder presentó su tesis en junio de 1936, ante el Tribunal formado por los doctores Augusto Turenne y José Infantozzi, entre otros. Dicha tesis tuvo gran trascendencia, tal como se cita durante las conferencias pronunciadas esos años en la Facultad de Medicina, en el Ateneo y en Buenos Aires y fue publicada en los Archivos uruguayos de medicina, cirugía y especialidades en 1936.
Posteriormente ocupó diversos cargos en el Ministerio de Salud Pública de Uruguay. Fue subjefe de la Policlínica Obstétrica de Maroñas: médico cirujano partero, médico de la Sección Maternal del Hospital Pereira Rossell, médico y socio del Jockey Club de Maroñas y médico de la Asociación Española Primera de Socorros Mutuos, cuya policlínica situada en la calle Grecia lleva su nombre, aunque actualmente se la denomina simplemente Policlínica Cerro.
Fue médico de la Clínica y Sanatorio Médica Uruguaya. Fundador de la Asociación para Mujeres Embarazadas Solteras y Solas.
Se casó en Montevideo con Sara Esther Larrosa Helguera (1904-1994). Fueron padres de cuatro hijos: Sara, Teresita, Carlos y Ana María Escuder Larrosa.

## Obra
- 1937, “ESTERILIZACIÓN BIOLÓGICA TEMPORARIA DE LA MUJER POR ESPERMA HUMANO” – Tesis de doctorado (médico de la Clínica Obstétrica A Prof. J. Infantozzi) (Jefe de la Policlínica Obstétrica N.º II) (Prólogo de Augusto Turenne) (Jurado:  Augusto Turenne; Carlos Stajano; Clemente Estable; José Infantozzi; Luís Bottaro; Julio Damonte)

Escuder, Carlos (1937). «ESTERILIZACIÓN BIOLÓGICA TEMPORARIA DE LA MUJER POR ESPERMA HUMANO». Revistas de la Universidad Nacional de Córdoba (UNC) (3-4): 634.
- 1938, “AVULSIÓN DENTARIA Y EMBARAZO”
- 1938, “CIENCIA Y DOGMA”
- 1939, “MICROCESÁREA Y ESTERILIZACIÓN TUBARIA DEFINITIVA” – Clínica Obstétrica A del Hospital Pereira Rosell. (Impreso por Editorial Médica J. García-Morales – Calle Uruguay 1379)
- 1940, “EL PURGANTE Y EL ENEMA COMO AGENTES PROVOCADORES DE LA VERSIÓN FETAL EN LAS PRESENTACIONES PELVIANAS Y TRANSVERSAS” – Apartado de los Archivos Uruguayos de Medicina Cirugía y Especialidades. Tomo XVI , N.º 2, Páginas 146-156, febrero de 1940. (Impresores: A. Monteverde y Cía – Calle Treinta y Tres n.º 1475)
- 1943, “CONSIDERACIONES SOBRE EL TRATAMIENTO DE LAS PERITONITIS PUERPERALES”. En colaboración con el Doctor Juan Crottogini (Actas del V Congreso Argentino de Obstetricia y Ginecología, p. 551-554).
- 1945, “PSICOANÁLISIS EN GINECOTOCOLOGÍA” – (Apartado de los Archivos Uruguayos de Medicina Cirugía y Especialidades – Tomo XXVI / N.º 1 / p. 57-67 / enero de 1945)